# Episodi di Nebbia in Valpadana
La serie Nebbia in Valpadana è stata trasmessa da Rai 1 nel 2000.
| Numero | Titolo                    | Prima TV         |
| ------ | ------------------------- | ---------------- |
| 1      | Nebbia in Valpadana       | 9 gennaio 2000   |
| 2      | Da Buenos Aires con amore | 9 gennaio 2000   |
| 3      | Zona Cesarini             | 16 gennaio 2000  |
| 4      | Amore in salsa chili      | 16 gennaio 2000  |
| 5      | Prima e dopo la cura      | 23 gennaio 2000  |
| 6      | In vino veritas           | 23 gennaio 2000  |
| 7      | Fuga da Vimordore         | 30 gennaio 2000  |
| 8      | Il metodo Ramirez         | 30 gennaio 2000  |
| 9      | I miliardi non hanno età  | 6 febbraio 2000  |
| 10     | La goccia cinese          | 6 febbraio 2000  |
| 11     | Sviluppo e stampa         | 13 febbraio 2000 |
| 12     | Petrolio in Valpadana     | 13 febbraio 2000 |

## Nebbia in Valpadana
Renato Vimodrone, conte di Quarto Oggiaro, vive nella villa di famiglia con la madre contessa Claretta e la servitù: il maggiordomo Lanfranco, la cuoca Betta, il giardiniere Ramponi Fulvio, figlio di Betta e incredibilmente somigliante al defunto conte e Imal, contabile di famiglia indiano e amante di Claretta. Il suo vecchio amico Cochi Ponzoni letteralmente si paracaduta nella villa: vent'anni prima Renato era fidanzato con Laura, conduttrice televisiva locale, ma, all'ultimo, lei si innamorò di Cochi, si sposarono ma il matrimonio durò una settimana: Cochi scappò e ora che è tornato afferma di esser stato un agente segreto. Laura, che frequenta la casa, ha una figlia di nome Monica, di cui non si sa chi sia il padre tra Cochi o Renato.
Alla villa arriva anche un merlo indiano, inviato da uno scienziato russo recluso in un'azienda. Cochi e Renato indagano, riuscendo a trovare l'uomo e liberarlo. Prima di farlo scappare a Mosca si fanno dire una parola chiave tramite cui il merlo rivelerebbe ai due la formula segreta per la sua ultima invenzione. Purtroppo il merlo viene mangiato dal gatto, lasciando Cochi e Renato a bocca asciutta. Ancora incerti su chi dei due sia il padre di Monica, la accompagnano all'aeroporto per un viaggio in Giamaica.

## Da Buenos Aires con amore
Collegato all'episodio precedente, all'aeroporto Cochi e Renato incappano in Paola, una bella e sostenuta donna d'alto rango. Entrambi ne sono infatuati, ma la donna non ricambia le attenzioni. Cercando di capirne di più, scoprono uno strano nesso tra lei e un certo Paolo, che porta lo stesso cognome. A casa di Paolo, scoprono che sua moglie ha un amante e che Paola lo pedina. È Paola stessa a rivelare la verità ai due amici: un tempo era proprio Paolo, ma in Argentina si è infatuato di un altro uomo, e per lui ha cambiato sesso, diventando Paola. Tornato in Italia per rivelare il tutto alla moglie ha scoperto la tresca. Cochi e Renato la aiutano a rivelarsi alla moglie, che complotta per ucciderla e alla fine risolvendo la situazione.

## Zona Cesarini
Imal viene notato dal presidente della Virtus Brianza come fenomeno del calcio e viene inserito nella squadra per risollevarne le sorti. Alla prima partita il contabile fa vincere la squadra, tanto da far venire un infarto al presidente, che cede le redini a Renato, mentre Cochi diventa amministratore. Ma le sorti della squadra sono pilotate dall'allenatore, in un giro di scommesse illegali. L'allenatore arriva persino a far narcotizzare Imal affinché non giochi alla partita finale, ma Cochi scopre l'inganno e Renato lo licenzia. Alla fine Imal fa nuovamente vincere la squadra. Venduto a un'altra squadra, sta per partire ma riceve il divieto di giocare ancora da parte di un santone di passaggio perché le palle da calcio sono fatte di cuoio, ossia pelle di vacca, animale sacro.

## Amore in salsa chili
Elena torna da un viaggio in Messico, ma per errore ha scambiato la sua valigia con quella di un uomo di nome Angelo. Per un errore di Ramponi Fulvio il barattolo di salsa chili, di proprietà di Angelo, viene svuotato e usato in cucina. Angelo, in combutta con una donna di nome Sandrina, aveva contrabbandato dal Messico dei piccoli diamanti, nascosti nel barattolo. Contatta Elena per recuperare la valigia, non trovando il barattolo. Intenzionato a recuperarlo, invita la donna a cena fingendosi innamorato, arrivando pure a pranzare a villa Vimodrone e destando la gelosia di Cochi e Renato. Alla ricerca del barattolo, viene scoperto dalla cuoca che ammette di aver buttato le "pietroline", arriva anche Sandrina e i due scappano alla discarica, ma la ricerca dei diamanti è infruttuosa. Elena è delusa e amareggiata dall'abbandono, mentre Ramponi Fulvio ammira un quadro del padre su cui ha messo un diamante come occhio.

## Prima e dopo la cura
È il compleanno della contessa, e lei si sente sempre più vecchia. Fraintendendo una conversazione tra gli uomini di casa, decide di ricorrere alle cure del dottor Rinaldi, chirurgo estetico che promette una modifica totale. Dopo qualche giorno, la contessa torna a casa bendata da capo a piedi: in realtà è una complice del dottore e il loro intento è depredare la villa. La vera contessa è reclusa in uno scantinato della clinica. Con il passare dei giorni la complice viene progressivamente sbendata, mostrando il corpo di una bellissima giovane, suscitando gli interessi di Cochi e il sospetto di Renato: la donna ha cambiato gusti alimentari. Tra gli oggetti depredati ci sono i gioielli della contessa, la quale ritrova in un suo vecchio anello il bromuro che il defunto marito assumeva per dormire. La donna ne versa un po' nella fiaschetta da cui il dottore continua a bere, il quale finisce stramazzato a terra. La contessa riesce a tornare alla villa, proprio quando la truffatrice viene completamente sbendata (rivelando la segretaria del dottore). Tutto torna alla normalità, lasciando intendere l'arresto dei due.

## In vino veritas
La cuoca Betta segue con passione il programma di Osvaldo Valeri, noto presentatore di una TV locale, che tuttavia è sparito dagli studi televisivi. Cochi e Renato lo trovano in città, ubriaco fradicio, e lo portano in villa. Ripresosi, Osvaldo si mostra come un galantuomo che, appena beve un po' di alcolico, si esprime con cruda verità. Questo suo dualismo crea non pochi problemi in villa, finché Laura non baratta il nascondiglio di Osvaldo con la richiesta della conduzione del suo programma. Osvaldo decide di tornare in televisione, mostrandosi un elegantissimo presentatore ospitando lo strano triangolo Cochi-Renato-Laura. La figlia Monica nasconde una bottiglietta di alcolico nella giacca del presentatore, che trasforma il talk show in una versione trash e facendo passare i due protagonisti come cornuti e la donna come approfittatrice. Lo share però si alza enormemente, con gioia del regista. Alla fine, Cochi e Renato vengono riconosciuti dalle persone al supermercato come i cornuti della TV.

## Fuga da Vimordore
Approfittando del periodo di Carnevale, i due evasi Ugo e Achille si mescolano nella folla di un luna park, nascondendosi in un frigorifero in premio a un tirassegno. Cochi e Renato vincono proprio il frigorifero e portano, loro malgrado, i due fuggiaschi in villa. I due prima minacciano la famiglia e poi raccontano la loro storia. Achille è un meccanico, a cui aveva cambiato un fusibile a una bella donna: non chiedendo nulla in cambio si era visto ricevere un invito a cena. Per andare a casa della donna aveva usato l'auto di un cliente, Ugo, poiché la propria era da riparare. La donna aveva poi distratto Achille, passando le chiavi a un complice, che aveva usato l'auto per una rapina. Il giorno dopo i due erano stati arrestati per rapina. Cochi e Renato cercano di indagare, pedinando un terzo complice e inseguendo la coppia. Alla fine incastrano il vero ladro, che verrà consegnato alla giustizia.

## Il metodo Ramirez
Lanfranco il maggiordomo è invischiato in un giro di gioco d'azzardo, arrivando a fingere una rapina in villa per pagare i debiti. Viene scoperto dal gruppo, così Cochi cerca di trovare una soluzione: bravissimo con le carte, ha un trucco, un collirio che reagisce con delle carte particolari e gli permette di vederle anche se coperte. Viene invitato il gruppo di strozzini in villa, fingendo che Cochi sia il conte Ramirez. Purtroppo Ramponi Fulvio usa per sbaglio il collirio e l'unica soluzione è far giocare lui. La capa degli strozzini si arrabbia, viene cambiato il mazzo e i fatti sembrano precipitare. Alla fine sarà la contessa Claretta a tentare di farsi giustizia da sola con una pistola, ma si scopre aver salvato la vita alla capa, anni addietro. Come riconoscenza, i debiti vengono annullati.

## I miliardi non hanno età
Una coppia di anziani si presenta in villa con l'intento di acquistarla per renderla un ospizio di lusso, dimostrando di possedere un'enorme somma di denaro. La famiglia accetta la vendita e intasca la caparra. Si presenta tuttavia il nipote della coppia, fin troppo interessato ai soldi dei due. Cochi e Renato indagano, scoprendo che il nipote usava il conto della coppia per riciclare denaro sporco, in combutta con il direttore dell'ospizio dove i due vivono. Alla fine i malfattori vengono arrestati.

## La goccia cinese
Cochi e Renato vanno in città ma, mentre Renato si allontana un attimo, a Cochi si spegne il motore: è finita la benzina. L'auto in mezzo alla strada blocca la fuga di due rapitori, quindi Cochi riesce a liberare il commendator Tabrini: grazie all'evento finisce in televisione. L'intervista viene vista in Sicilia da una donna cinese che indica Cochi come padre di suo figlio Chang. Il giovane Chang raggiunge villa Vimodrone per vendicarsi dell'abbandono, rapisce Cochi e lo reclude in una stanza per ucciderlo con la tortura della goccia cinese. Nel frattempo, anche il capo dei rapitori ha visto l'intervista e, pedinati Cochi e Chang, li raggiunge. Dopo una colluttazione, Cochi riesce a liberarsi e a rilasciare un'intervista, ma viene nuovamente rapito dal capo della banda e portato in un magazzino, nel quale il capo vuole asfissiarlo con il tubo di scarico della vettura. Per fortuna Chang si era nascosto nel bagagliaio e Renato ha seguito il tutto, quindi Cochi è salvo. Chang rivela la sua identità. Il giorno dopo Chang e Monica sembrano innamorati, ma potrebbero essere fratello e sorella. Cercando di andare a parlarci, Cochi viene nuovamente raggiunto dal rapitore, che cade in una trappola di Ramponi Fulvio. Infine, Cochi viene premiato dal sindaco, Monica afferma di voler sposare Chang, il quale scappa dalla finestra.

## Sviluppo e stampa
La dottoressa Giacomazzi e il dottor Filetti si presentano in villa come produttori cinematografici e convincono Ramponi Fulvio a interpretare Renzo in un riadattamento de "I promessi sposi". In realtà il loro intento è di circuire l'uomo, una volta saputa la sua sospetta ascendenza nobiliare. Ramponi Fulvio firma un contratto con cui si impegna a pagare i due individui per recitare, in più costoro lo convincono a confermare la discendenza tramite l'esame del DNA e l'esumazione del cadavere del defunto conte. Cochi e Renato scambiano la lapide del defunto con quella di una suora affinché il test fallisca. Proprio la mattina dell'esumazione, però, Giacomazzi e Filetti vengono arrestati per truffa e Ramponi Fulvio rinuncia al riconoscimento.

## Petrolio in Valpadana
La puntata inizia con il racconto di come Renato ha conosciuto Cochi, da bambini: quest'ultimo è stato affidato ai Vimodrone durante la seconda guerra mondiale. Proprio in quei giorni un soldato statunitense per caso trova il petrolio sul terreno dei Vimodrone. Cinquant'anni dopo il soldato confida al nipote, mister Conoco, la verità sul terreno. Mister Conoco vola in Italia per recuperare il petrolio, fingendosi interessato al terreno per trasformarlo in un supermercato. Incappa in Cochi, interessato solo ai soldi da spartire. Costoro organizzano un incontro tra Renato e Jennifer, per distrarlo e vendere il terreno. Renato si innamora della bella donna, concedendo il terreno su cui iniziano le perforazioni, che hanno esito positivo: il petrolio esplode, ma interviene la polizia poiché il gruppo ha perforato l'oleodotto. Jennifer, mister Conoco e un socio scappano, mentre Renato, ancora innamorato della donna, attende sue notizie, invano. 